# Wojciech Marcinkiewicz
Wojciech Jarosław Marcinkiewicz, ps. „Kubuś” (ur. 17 stycznia 1927 w Pruszkowie, zm. 16 grudnia 2012 w Warszawie) – polski ekonomista, powstaniec warszawski, harcerz Szarych Szeregów, honorowy prezes Zarządu Środowiska Światowego Związku Żołnierzy Armii Krajowej na Ochocie, autor monografii "Szare Szeregi na Ochocie".

## Życiorys

### Młodość i działalność konspiracyjna
Wojciech Marcinkiewicz urodził się w Pruszkowie, tam też uczęszczał do szkoły powszechnej. Należał do gromady zuchów a następnie do 14 i 139 Mazowieckiej Drużyny Harcerzy. Po wybuchu wojny rozpoczął naukę w Szkole Spółdzielczej w Warszawie przy placu Trzech Krzyży 8. Podczas okupacji pracował w sklepie galanteryjnym Anny Ireny Marcinkiewicz w Pruszkowie. W 1942 roku wstąpił do Szarych Szeregów do drużyny OC 300 hufiec Ochota (trójka, pomarańczarnia), której dowódcą był Jan Czerepiński „Kaśka”, natomiast Komendantem Hufca Iwo Rygiel „Bogusław”, będący następcą Jana Bytnara "Rudego". W tym samym roku, w grudniu, złożył Przysięgę Armii Krajowej, został przyjęty do organizacji „Wawer”. Razem z Marcinkiewiczem zostali przyjęci do Szarych Szeregów i składali przysięgę tego samego dnia następujące osoby: Tadeusz Fotowicz "Fotek" (złapany przy malowaniu "Pawiak pomścimy", zamordowany w Gross Rosen), Stefan Bratkowski "Bratek" (złapany przy malowaniu "Pawiak pomścimy", zamordowany w Gross Rosen), Mirosław Biernacki "Generał" (zginął podczas Powstania, 30 sierpnia na placówce "Kurza Stopka", którą dowodził), Stanisław Paziewicz "Pazio" (przeżył Pawiak i obóz) i Stefan Retliński "Stefan" (poległ podczas Powstania na Starym Mieście).   
W I połowie 1943 roku został dowódcą sekcji w drużynie OC 100, dowodzonej przez Wiesława Perlikowskiego "Orlika". Po jego śmierci 18 maja 1944 roku, dowództwo nad drużyną przejął Witold Gutkowski „Vis”. Systematycznie realizował zadania wawerskie polegające przede wszystkim na: tworzeniu napisów na murach z wykorzystaniem lakieru asfaltowego (był trudny do zeskrobania czy zamalowania), naklejanie nekrologów m.in. gen Sikorskiego, roznoszenie ulotek, wybijanie szyb itp. W 1944 roku ukończył SONDĘ – szkołę niższych dowódców. Ponadto do jego zadań należało werbowanie ludzi, głównie uczniów szkoły spółdzielczej lub z innych środowisk. Osoby te musiały być znane Marcinkiewiczowi i miały się wyróżniać odwagą oraz dobrymi warunkami fizycznymi. 
1 sierpnia 1944 roku stanął do walki na Ochocie w Powstaniu Warszawskim. Doprowadził swoją sekcję do punktu koncentracji zlokalizowanego przy ulicy Niemcewicza (bloki ZUS), wchodząc od ulicy Asnyka. Tam zostały wydane opaski powstańcze oraz granaty (głównie "sidole" i filipinki). Około godziny 15 został odkomenderowany do grupy, która miała zdobyć koszary SS przy Tarczyńskiej 8. Zadanie to jednak się nie powiodło, obiekt nie został zdobyty. W kolejnych dniach powstania wykonywał polecenia ppor. "Śledzia" (WSOP). W dniu 14 lub 15 sierpnia został wypędzony z Warszawy wraz z ludnością cywilną i przewieziony do Pruszkowa (omijając Zieleniak). Po czterodniowym pobycie w Dulagu udało mu się uciec.  

### Wykształcenie i praca zawodowa
Maturę uzyskał w 1946 roku i w tym samym roku rozpoczął studia w Szkole Głównej Handlowej w Warszawie. W roku 1951, po odbyciu seminarium w Katedrze Ekonomiki Pracy, kierowanej przez prof. Bagińskiego złożył pracę magisterską i zdał egzamin. Otrzymał tytuł magistra nauk ekonomicznych już w Szkole Głównej Planowania i Statystyki. W latach 1951–1953 studiował socjologię na Wydziale Filozoficzno-Społecznym Uniwersytetu Warszawskiego. W roku 1970 ukończył na SGPiS trzysemestralne studia podyplomowe w zakresie elektronicznego przetwarzania danych. W latach 1971–1974 brał udział w pracach naukowo-badawczych nad branżowym systemem informatycznym w przemyśle motoryzacyjnym.  
Pracę zawodową rozpoczął jeszcze w czasie okupacji, pracując w Wytwórni Techno-Chemicznej „LABOR” w Warszawie. Po ukończeniu studiów pracował przez około 5 lat jako główny księgowy w chemicznej Spółdzielni Pracy „ALFA” w Pruszkowie. W latach 1956–1961 był zatrudniony w Spółdzielni pracy „SILIKON” jako kierownik techniczny. 
Ukończył kursy mistrzowskie w zakresie przetwórstwa tworzyw sztucznych i zdobył duże doświadczenie techniczne w tej dziedzinie. W 1964 roku rozpoczął pracę w Konstrukcyjno Prototypowej Spółdzielni pracy „EUREKA” w charakterze zastępcy prezesa ds. ekonomicznych. W powołanym w 1977 roku Centrum Naukowo-Produkcyjnym Technik Komputerowych i Pomiarów otrzymał nominację na zastępcę dyrektora Centrum ds. Ekonomicznych i pełnił tę funkcję do czasu przejścia na emeryturę. 

### Działalność na rzecz upamiętnienia Powstania Warszawskiego
W 1986 roku został wybrany wiceprezesem zarządu Środowiska Żołnierzy Armii Krajowej IV Obwodu, a od 1989 roku, po śmierci por. „Rarańczy” Jerzego Modro, prezesem zarządu Środowiska. Funkcję tę pełnił do śmierci. Po 2000 roku Środowisko weszło w skład Światowego Związku Żołnierzy Armii Krajowej, a uczestnicy powstania utworzyli Środowisko Żołnierzy IV Obwodu w Związku Powstańców Warszawskich.  
Przed 50 rocznicą zakończenia Powstania Warszawskiego brał udział w gromadzeniu funduszy w celu wyremontowania Pomnika Mauzoleum w Pęcicach. Jest autorem monografii „Szare Szeregi na Ochocie”, wydanej przez Archiwum Akt Nowych w 2005 roku. W latach 2005 i 2006 był współorganizatorem rajdu „Szlakiem historii Ochoty” dla szkół dzielnicy. Od 1991 roku był członkiem Dzielnicowego Komitetu Ochrony Pamięci Walk i Męczeństwa na Ochocie. Współpracował z Archiwum Akt Nowych w zakresie wyszukiwania i wstępnego opracowania relacji i dokumentów archiwalnych. Systematycznie współpracował ze szkołami. Współorganizował i uczestniczył we wszystkich uroczystościach odbywających się w rocznice bitwy w Pęcicach. Pochowany na cmentarzu ewangelicko-augsburskim w Warszawie (aleja 58, grób 46).

## Odznaczenia i awanse
- Warszawski Krzyż Powstańczy
- Krzyż Kawalerski Orderu Odrodzenia Polski
- Awansowany do stopnia porucznika Wojska Polskiego w stanie spoczynku[1].

## Upamiętnienie
W 2020 roku na mocy uchwały Rady Gminy Jaktorów, drodze we wsiach Stare Budy i Sade Budy nadano imię Wojciecha Marcinkiewicza "Kubusia". 